# 特雷福勒
特雷福勒（法語：Tréfols，法語發音：[tʁefɔl]）是法国马恩省的一个市镇，属于埃佩尔奈区。

## 地理
特雷福勒（48°47'18"N, 3°29'55"E）面积14.39 平方千米，位于法国大東部大區马恩省，该省份为法国东北部内陆省份，北起阿登省，西北接埃纳省，西南接塞纳-马恩省，南至奥布省，东南接上马恩省，东临默兹省。
与特雷福勒接壤的市镇（或旧市镇、城区）包括：里约、尚吉永、茹瓦塞勒、莫尔桑、勒韦济耶、利奥讷新城、蒙特尼勒。

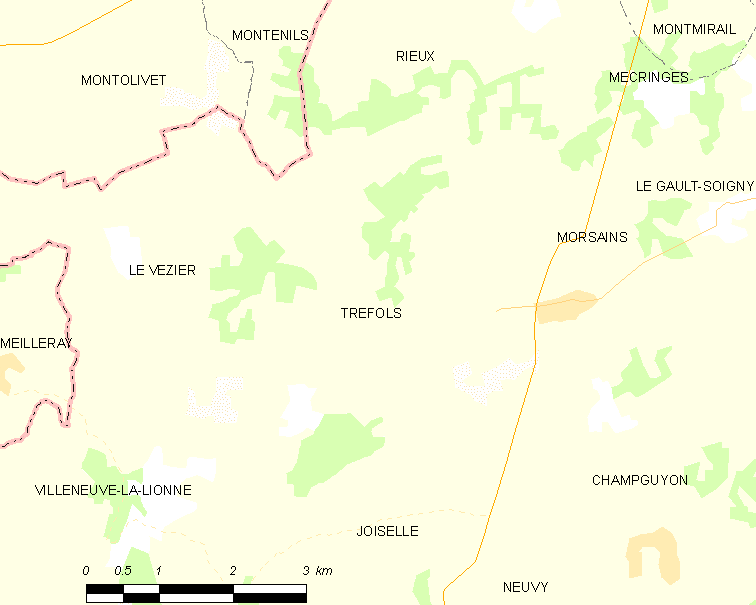
特雷福勒的OSM定位图

特雷福勒的时区为UTC+01:00、UTC+02:00（夏令时）。

## 行政
特雷福勒的邮政编码为51210，INSEE市镇编码为51579。

## 政治
特雷福勒所属的省级选区为塞扎讷-布里-香槟县。

## 人口

1962-2008年间特雷福勒人口变化图示

特雷福勒于2022年1月1日时的人口数量为174人。